# Ансамбль песни и пляски имени В. С. Локтева
Ансамбль песни и танца имени В. С. Локтева Московского городского дворца детского (юношеского) творчества — советский и российский детский музыкальный коллектив, созданный А. В. Александровым в 1937 году. Это  детский коллектив, состоящий из хора, оркестра и хореографической группы.

## История
В 1937 году по инициативе А. В. Александрова при Московском городском доме пионеров были сформированы детские танцевальные и хоровые студии.
В декабре 1941 года В. С. Локтев собрал неэвакуированных детей-участников хора ансамбля и начал занятия. Уже через несколько недель ансамбль начал выступать в госпиталях перед ранеными солдатами и офицерами. В феврале 1942 года Локтев договорился о совместных репетициях и выступлениях с педагогом-хореографом Городского дома пионеров Е. Р. Россе. Чуть позже в ансамбле был восстановлен оркестр. Временем рождения ансамбля считается май 1942 года, когда прошёл первый концерт хора и оркестра. 17 участников ансамбля были удостоены медали «За оборону Москвы».
Со временем хор ансамбля был разделён по возрастам, были созданы подготовительные группы для оркестра и хореографической группы. В 1962 году растущему ансамблю были предоставлены просторные помещения во Дворце пионеров на Ленинских горах.
В. С. Локтев руководил ансамблем более 25 лет, он не только восстановил его в трудные военные годы, но и сделал его одним из самых популярных детских коллективов страны. Тяжело заболев, Локтев пригласил для руководства коллективом своего соратника, дирижёра А. С. Ильина, возглавившего ансамбль после его смерти в 1968 году. В 1969 году ансамблю было присвоено имя В. С. Локтева.
Народный артист России, лауреат Государственной премии РФ А. С. Ильин был художественным руководителем ансамбля более 33 лет.
Около 25 лет руководителем оркестра и дирижёром ансамбля был Виктор Семёнович Чунин.
В 1981 году в ансамбле насчитывалось более тысячи трёхсот человек.
Сегодня Ансамбль песни и пляски имени Локтева — это единый художественный коллектив со своей школой и традициями, состоящий из четырёх частей: хоров разных возрастов, оркестров, хореографических групп и духового оркестра. В Ансамбле занимаются дети от 5 до 18 лет. Репертуар Ансамбля состоит из песен и танцев народов мира, а также из музыкальных произведений русских и зарубежных композиторов. Наиболее способные дети продолжают обучение в школе-студии ансамбля И. Моисеева, школе-студии хора им. Пятницкого, а также в Московской консерватории им. П. И. Чайковского, Академии им. Гнесиных, Музыкальном училище им. А. Шнитке, хореографическом училище Большого театра.

## Награды и премии
- Медаль Всемирного совета мира «За большую и плодотворную работу в пользу мира» (1972)[1]
- Премия Ленинского комсомола (1976) — за концертные программы 1973—1975 годов и активную работу по эстетическому воспитанию подрастающего поколения[1]
- 2004 год — Гран-при международного хореографического фестиваля-конкурса «Танцевальный Олимп», Германия, Берлин
- 2007 год — Гран-при международного хореографического фестиваля-конкурса «Танцевальный Олимп», Германия, Берлин
- 2008 год — Гран-при международного конкурса-фестиваля детского и молодёжного творчества «Ка-лин-ка», Египет, Хургада
- 2009 год — Гран-при международного конкурса-фестиваля детского и молодёжного творчества «Весенние выкрутасы — 2009», Казань
- 2011 год — Гран-при детского и молодёжного фестиваля-конкурса «Танцуй, Адриатика!», Римини, Италия
- 2012 год — I место международного фестиваля-конкурса «Фестиваль танца в Каталонии», Ллорет де Мар, Испания
- 2013 год — I место международного фестиваля-конкурса «Танцевальный Олимп», Берлин
- 2015 год — Ансамбль песни и пляски имени В. С. Локтева победил в трёх номинациях во всероссийском хореографическом конкурсе «Алые паруса» в Сочи. Народный стилизованный танец, старшая возрастная группа — Лауреат I степени. Народный сценический танец, младшая возрастная группа — Лауреат I степени. Детский танец — Лауреат I степени
- 2016 год — Гран-При в номинации детский танец 6—9 лет и Гран-При в номинации народный танец 10-12 лет, Международный конкурс-фестиваль «Достижение», Казань
- 2016 год — Гран-При «Лучший коллектив России», VI Всероссийский национальный фестиваль-конкурс танцевальных коллективов
- 2017 год — Лауреат премии «Весна священная», участник гала-спектакля на сцене Большого театра